# Kindermuseum Junges Schloss
Das Kindermuseum Junges Schloss ist das erste Kindermuseum der Region Stuttgart mit einer Ausstellungsfläche von knapp 700 m² und führt Kinder ab vier Jahren und ihre Familien mit wechselnden Mitmachausstellungen spielerisch an die Kulturgeschichte Württembergs heran. Es öffnete im Oktober 2010 im Alten Schloss als Einrichtung des Landesmuseums Württemberg seine Türen. Neben der Ausstellungsfläche verfügt das Junge Schloss über einen großzügigen Empfangsbereich mit Platz zum Vespern, Toben und Ausruhen sowie über mehrere Workshop-Räume und einen Theaterraum. Zum Kindermuseum Junges Schloss gehören auch die beiden Maskottchen, Hugo, das Schlossgespenst, und Trixi, die Schlosseule. Sie sind sowohl in der Mitmachausstellung als auch auf Plakaten und Flyern sowie als Walking-Acts bei Veranstaltungen präsent.

## Kulturvermittlung
Die Bewahrung und Weitergabe von Kultur und die lebendige Auseinandersetzung mit der Kulturgeschichte ist die Grundidee des Kindermuseums. Dies geschieht durch eine Vermittlung, die Kinder als Besucher ernst nimmt, an ihre Lebenswelten anknüpft und zur aktiven Teilnahme anregt. Unterschiedliche Vermittlungszugänge sprechen die individuellen Sinne der jungen Besucher an und erlauben das Begreifen auch im wörtlichen Sinn. So dürfen im Jungen Schloss Originalobjekte teilweise auch angefasst werden. Das Kindermuseum ist so konzipiert, dass Kinder eigene Bezüge zur regionalen Geschichte herstellen und diese reflektieren. Ergänzend steht in den Ausstellungsräumen pädagogisch geschultes Personal bereit, das bei Bedarf Fragen beantwortet oder bei einzelnen Stationen Hilfestellung gibt.
Alle Mitmachausstellungen werden durch ein umfangreiches Begleitprogramm ergänzt. Dazu gehören Familienführungen, offene Werkstätten, Vorlese-Aktionen, Theateraufführungen und vieles mehr. Außerdem können Gruppen wie Kindergärten, Kitas oder Schulklassen Führungen und Workshops buchen. Auch Kindergeburtstage kann man im Jungen Schloss feiern.

## Kinderbeirat
Eine konzeptionelle Besonderheit des Jungen Schlosses ist sein Kinderbeirat. Zehn Monate vor der Eröffnung der Startausstellung tagte dieses Gremium zum ersten Mal Im Dezember 2009. Die 12 bis 20 Mädchen und Jungen unterstützten mit ihren Ideen, Anmerkungen und Wünschen bisher alle Mitmachausstellungen. Der Beirat trifft sich sechs bis achtmal im Jahr.
Einzelne Mitglieder des Kinderbeirates führten bereits selbst durch die Ausstellungen des Kindermuseums. Im September 2014 waren zwei der jungen Museumsexperten des Kinderbeirats bei der SWR-Fernsehsendung „Tigerentenclub“ zu Gast und stellten die Inhalte der Ausstellung „Römische Baustelle! Eine Stadt entsteht“ vor. Seit Dezember 2015 treffen sich die Mitglieder zur Vorbereitung der Mitmachausstellung „7 SuperSchwaben. Helden und Erfinder im Jungen Schloss“.

## Kinderclub „Die Schlossgespenster“
Seit Oktober 2011 gibt es angegliedert an das Kindermuseum Junges Schloss den Kinderclub „Die Schlossgespenster“. Der Kinderclub richtet sich an Kinder im Alter von sechs bis zehn Jahren. Eine Mitgliedschaft dauert nach Anmeldung ein Jahr und kann mehrfach verlängert werden. Schlossgespenster erhalten freien Eintritt in das Landesmuseum Württemberg, ins Junge Schloss und in Sonderausstellungen. Pro Jahr finden zudem vier Veranstaltungen speziell für Clubmitglieder statt: in der Regel Workshops, Führungen oder Ausflüge.

## Vergangene Mitmachausstellungen

### Räuber Hotzenplotz
20. Oktober 2018 bis 23. Juni 2019
Dieser Mitmachausstellung entstand anlässlich zum 95. Geburtstag von Kinderbuchautor Otfried Preußler und mit der Kooperation von Buchverlag Thienemann-Esslinger Verlag. Der Schirmherr dieser Ausstellung war der Schauspieler Armin Rohde.

### Die Ritter. Leben auf der Burg
1. Oktober 2017 bis 9. April 2018
Parallel zur Sonderausstellung „Faszination Schwert“ wurde eine über 1000 m² große Mitmachausstellung für Kinder und Familien konzipiert. Das Schirmherrschaft übernahm die Kinderbuchautorin Kirsten Boie.

### 7 Superschwaben. Helden und Erfinder im Jungen Schloss
22. Oktober 2016 bis 30. Juli 2017
In der Mitmachausstellung „7 SuperSchwaben. Helden und Erfinder im Jungen Schloss“ präsentiert das Kindermuseum Geschichten von Wissenschaftlern, Erfindern und Freiheitskämpfern. Vorgestellt werden sieben Persönlichkeiten aus Schwaben. Unter anderen mit dabei: der Astronom Johannes Kepler, die Begründerin des Kuscheltier-Unternehmens Margarete Steiff, der Ingenieur und Visionär Gottlieb Daimler und die Widerstandskämpferin Sophie Scholl.
Die Mitmachausstellung beginnt gleichzeitig mit der Großen Landesausstellung des Landesmuseums Württemberg „Die Schwaben. Zwischen Mythos und Marke“ (22. Oktober 2016 bis 23. April 2017) im Alten Schloss.

### Römische Baustelle! Eine Stadt entsteht
25. Oktober 2014 bis 26. Juni 2016
Die Römer hinterließen tiefe Eindrücke bei den Völkern, die sie unterwarfen und mit denen sie später auch Tür an Tür zusammenlebten. Diese Einflüsse, die auch nachwirkten, als die Römer längst wieder weg waren, sind gerade in der Architektur gut sichtbar. In der Mitmachausstellung „Römische Baustelle! Eine Stadt entsteht“ ist das Junge Schloss der Baukunst und dem Alltagsleben der Römer auf der Spur. Die Kinder können eine römische Straße pflastern, ein Dach decken oder einen Rundbogen errichten. Dabei sind antike Techniken und Werkzeuge im Einsatz. Auch die Anordnung der öffentlichen Gebäude im Stadtplan und die Wasserversorgung werden von den kleinen Baumeistern geplant.
Die Mitmachausstellung begann gleichzeitig mit der Sonderausstellung des Landesmuseums Württemberg „Ein Traum von Rom. Römisches Stadtleben in Südwestdeutschland“ (25. Oktober 2014 bis 12. April 2015) im Alten Schloss.

### Märchenhaftes Russland. Das Junge Schloss auf Entdeckungstour
5. Oktober 2013 bis 3. August 2014
Die Lebensweise der Menschen im zaristischen Russland stand im Zentrum der Mitmachausstellung „Märchenhaftes Russland. Das Junge Schloss auf Entdeckertour“. Die Prinzessin Sophie Dorothee von Württemberg machte sich im Jahre 1776 auf die Reise zu ihrem zukünftigen Ehemann. Als Reisebegleiter der jungen Prinzessin entdeckten die Kinder das Leben der ländlichen Bevölkerung und ihre Handwerkskunst. Am Reiseziel Moskau angekommen wartete auf die jungen Besucher ein Palast und die Krönungszeremonie. Echte Objekte, Repliken und spielerische Elemente vertieften in der Mitmachausstellung wichtige Aspekte des russischen Lebens vor über 200 Jahren.
Die Mitmachausstellung begann gleichzeitig mit der Großen Landesausstellung des Landesmuseums Württemberg „Im Glanz der Zaren. Die Romanows, Württemberg und Europa“ (5. Oktober 2013 bis 23. März 2014) im Alten Schloss.

### Tapfer, pfiffig, einfach stark! Die Kelten im Jungen Schloss
15. September 2012 bis 4. August 2013
In der Mitmachausstellung „Tapfer, pfiffig, einfach stark! Die Kelten im Jungen Schloss“ drehte sich alles um die Welt der Kelten. Große und kleine Besucher fanden im märchenhaften Wald, dem Ausgangspunkt der Präsentation, Spuren die direkt in die Vergangenheit zu den Kelten führten und dabei halfen, deren Lebensweise besser kennen zu lernen. Teil der Ausstellung waren außerdem eine Schmiedewerkstatt und ein begehbares Labyrinth, das wichtige keltische Handelswege veranschaulichte. Spielerische Elemente, Originalexponate und Repliken vertieften die kulturgeschichtlichen Themen rund um die Kelten, die vor über 2.000 Jahren im heutigen Württemberg lebten.
Die Mitmachausstellung begann gleichzeitig mit der Großen Landesausstellung „Die Welt der Kelten. Zentren der Macht – Kostbarkeiten der Kunst“ (15. September 2012 bis 17. Februar 2013) im Alten Schloss.

### Geheimnisvolle Wunderkammer. Schatzsuche im Jungen Schloss
17. Oktober 2010 bis 15. April 2012
In der Startausstellung „Geheimnisvolle Wunderkammer. Schatzsuche im Jungen Schloss“ empfing das Kindermuseum seine Besucher in einer Wunderkammer der Renaissance. Die dort gezeigten Exponate boten einen chronologischen Überblick über verschiedene Epochen von der Urzeit bis in die Neuzeit. Der Steinzeit und Römerzeit, dem Mittelalter und der Neuzeit waren besondere Bereiche zur Vertiefung angeschlossen. Im Mittelpunkt der gesamten Mitmachausstellung stand das Thema Schätze, das durch die verschiedenen Epochen weitergeführt wurde. Neben den „echten“ Schätzen gab es für die jungen Besucher zahlreiche Hands-on Stationen, hinter denen sich Überraschungen verbargen.